# Arveloven
Arveloven er en dansk lov, der indeholder bestemmelser om arv, herunder hvem, der arver og betingelsen for arven.
Den nugældende arvelov er fra 2007 og er senest revideret i 2013. I 2007 blev loven i vis grad tilpasset nutidens familiemønstre og det faktum at mange par lever sammen uden at være gift. Ændringen gjorde det også muligt at testamentere over en større del af arven, ligesom det blev indført, at arven efter personer, der ikke har oprettet testamente deles ligeligt mellem ægtefælle og børn. 
Kun et testamente kan sikre arven specifikt. Krydsforsikringer, samlevererklæringer eller pensionsaftaler kan ikke anvendes som testamente og sikrer ikke efterladtes arv. I tilfælde af manglende testamente anvendes de i Arveloven fastsatte retsbestemmelser. 
Mange tror fejlagtigt, at deres testamente omfatter forsikringer og pensioner. Det gør de ikke, her skal der laves særskilte begunstigelser, så man sikrer, at disse også fordeles, som man ønsker.